# Садыгов, Энвер Идаят оглы
Энвер Идаят оглы Садыгов (азерб. Ənvər Hidayət oğlu Sadıqov; род. 30 апреля 1966, Баку) — азербайджанский музыкант, гармонист. Народный артист Азербайджана (2014), художественный руководитель инструментального ансамбля «Гайтагы». Исполнитель музыки в различных жанрах: народная музыка, мугам, классическая музыка, джаз и синтез этих жанров.

## Биография
Энвер Садыгов, родился 30 апреля 1966 года в Баку, в семье ценителей искусства. С ранних лет Энвер проявлял большой интерес к музыке, начав играть на фортепиано и гармонике дома. В 1978 году он присоединился к «Азербайджанскому гармонному» классу в Доме культуры «Бакинский Фаэльд», где под руководством Таги Тагиева осваивал игру на гармони, изучая азербайджанскую народную музыку, мугамы, танцы и произведения композиторов.
В 1983 году, после окончания 254-й средней школы, он начал свою деятельность как руководитель общества «Азербайджанская гармонь» в Клубе имени Гаджи Зейналабдина Тагиева. В 1984—1986 годах он проходит службу в армии. После возвращения с военной службы он снова начал работать в том же клубе в качестве учителя и, несмотря на перерыв в музыкальной деятельности в течение 2 лет, продолжал свою деятельность как музыкант и аранжировщик.
В 1990 году Энвер начал свою профессиональную сценическую карьеру в Государственном музыкальном театре имени Рашида Бехбудова. С 1994 по 2006 год он активно участвовал в ансамбле известного азербайджанского артиста Бриллиант Дадашевой, выступая в качестве музыканта и аранжировщика. В 2000 году он основал и руководил инструментальным ансамблем «Гайтагы». Этот ансамбль, с солистом заслуженным артистом Аббасом Багировым, активно выступает на телевидении и радио с 2012 года.
За годы своей карьеры Энвер Садыгов дал концерты во многих странах, таких как Норвегия, Великобритания, Россия, США, Израиль, Франция, Германия, Бельгия, Турция, Украина и др. Он участвовал в концертах, организованных Фондом Гейдара Алиева, ЮНЕСКО и ИСЕСКО, представляя азербайджанскую музыку на мировой арене.
Среди зарубежных поездок следует отметить проект «Landet vi kommer fra» в 1996-97 годах в Норвегии с хором Skruk, концерты в Москве в 1998 году, Вашингтоне в 1999 году, Нью-Йорке в 2000 году, концерты в Париже в 2005 году и 2006 году, посвященные 100-летию академика Юсифа Мамедалиева, концерт в 2008 году в штаб-квартире ЮНЕСКО, посвященный 20-летию независимости Азербайджана в 2011 году, серия концертов по случаю 20-летия независимости Азербайджана во Франции, Италии, Германии, Турции и др. в 2011 году, джазовый концерт в Каннах, Франция, в 2015 году, участие в Athens Technopolis Jazz Festival в Афинах в 2017 году, сольный концерт в Istanbul Grand Pera Emek Sahnesi в 2018 году, концерт в Риге, Латвия, в 2018 году и концерт в Национальном центре искусств исполнительства в Пекине, Китай, по случаю дружбы Азербайджана и Китая, также в 2018 году.
В 2001 году Энвер был удостоен «Zirvə Mükafatı» (Пиковая награда) от Азербайджанской Демократической Организации Студентов и Молодежи, а в 2006 году получил «HUMAY» от Международного Общества Культуры в Баку. С 1999 года у него вышло несколько альбомов, таких как «Take Five», «2000-2010 Selections», «2010-2015 Selections» и концерт «Sentiments» в 2020 году. Он также выпустил ряд видеоклипов, таких как «Take Five», «Tango», «Gullarim», «Libertango» и «Vals».

## Семья
Энвер — семейный человек, у него есть дочь и сын, Тамилла Садыгбейли и Гидаят Садыгбейли.

## Награды
- Заслуженный артист Азербайджана — 17.09.2007
- Народный артист Азербайджана — 18.12.2014[6]

## Дискография

### Песни
1. Balamın bala balası (2006)
2. Vur (2020)

### Альбомы
1. Take Five (2000)
2. 2000—2010 seçmələri (2010)
3. 2010—2015 seçmələri (2015)
4. Təəssürat konserti (2020)

### Клипы
- Take Five (1997)
- Tanqo (2003)
- Güllərim (2004)
- Libertanqo (2005)
- Vals (2008)

## Фильмография
1. Məhəllə 2 Moskvada (фильм, 2004)
2. Məşədi İbad-94 (фильм, 2005)
3. Toya bir gün qalmış (постановка)
4. Yoxlama (фильм, 2006)
5. Bakı bağları. Buzovna (фильм, 2007)
6. Halal pullar (фильм, 2008)